# Selenops lepidus
Selenops lepidus là một loài nhện trong họ Selenopidae.
Loài này phân bố ở het zuidwesten van het México.
Loài này thuộc chi Selenops. Selenops lepidus được Martin Hammond Muma miêu tả năm 1953.